# Río Guadalupe (Antioquia)
El río Guadalupe es un río Colombiano localizado en el Norte Antioqueño, tiene su nacimiento en plena ciudad de Santa Rosa de Osos, cerca al barrio Los Chorros, en una zona aledaña al templo patrimonial de la  Capilla De La Humildad, discurre por toda la parte central del municipio, donde en la periferia urbana del pueblo pasa por el sector El Turco, este bordea la troncal a la costa atlántica, hasta el paraje San Juan, donde depositan sus aguas  2 ramales menores secundarios que son las quebradas San José y San Juan, a partir de allí, el Guadalupe se interna en la parte rural cercana al corregimiento de Hoyorrico,  atravesando casi el centro geográfico de Santa Rosa de Osos; donde unos kilómetros más abajo, llega a territorios de Gómez Plata y allí establece el límite entre este municipio y Carolina del Príncipe, donde posteriormente llena el embalse de Troneras.
Aguas abajo de este Embalse el río se despeña en una cascada de imponentes dimensiones a la altura del corregimiento El Salto, conocida cómo Salto De Guadalupe, que tiene un complejo turístico importante, con el teleférico más inclinado de Latinoamérica, sin embargo, gracias a la acción de las múltiples hidroeléctricas, se ve bastante reducido en algunos momentos, aunque el caudal ecológico permite seguir observándolo aún con imponencia; a partir de este lugar sirve de límite entre Gómez Plata y  Guadalupe. Luego, el río, unos kilómetros más abajo desemboca al río Porce entre la zona de descarga del embalse Porce II y la cola del embalse Porce III.

## El Salto
El salto de Guadalupe es la cascada más alta de Antioquia y quizás la segunda más alta de Colombia, con 250 metros de caída libre y 550 metros de altura desde su base, después de la cascada La Chorrera en Cundinamarca. Esta imponente caída de agua está ubicada en el punto limítrofe entre los municipios de Carolina del Príncipe, Gómez Plata y Guadalupe.
Aunque a causa de los proyectos hidroeléctricos el salto redujo notablemente su caudal, ya que el río fue desviado por tubería paralela a la cascada en gran parte,; este, aunque de menor envergadura, siempre permanece constante con su caudal ecológico para fomentar el turismo en cualquier época del año.
Sin embargo el mejor momento para ver el Salto de Guadalupe es en la temporada de lluvias o cuando se abren las compuertas del Embalse de Troneras, donde su caudal asemeja mucho al que tenía en décadas pasadas.
Solo dista 3 horas de la ciudad de Medellín y la carretera está pavimentada en su totalidad; la mejor forma de acceder a este escenario natural, es a través del corregimiento El Salto (Gómez Plata); donde existe un teleférico, que aparte de ser el más inclinado de Latinoamérica tiene el pasaje más barato del país con un costo de apenas 100 Pesos Colombianos.
La formación geológica del Salto de Guadalupe no está del todo clara, debido a que el río se caracteriza por un curso generalmente calmo, de hecho aparte del Salto, no tiene sino otra cascada, cerca a su nacimiento, en Santa Rosa de Osos (sector El Turco), de mucha menor altura. Por lo cual el Salto de Guadalupe, de un enorme caudal, se considera un hecho muy relevante, ya que se despeña naturalmente por un desfiladero rocoso para encontrarse con la cuenca de la quebrada El Cañal, afluente suyo, que corre por un cañón profundo aunque de pendientes mucho más moderadas. El Salto de Guadalupe es un caso curioso en la geología de esta cuenca, ya que el río corre por la meseta de Santa Rosa de Osos, en un principio como un clásico río de montaña, por un cañón de mediana profundidad, que luego al llegar a Gómez Plata se amplía en un valle y se vuelve sinuoso, esto justo antes de caer del salto, donde después de éste se adentra en un cañón profundo hasta encontrar el Río Porce.

## Nombre
Detrás de la capilla de la Humildad, específicamente en la parte trasera de la unidad residencial Portón de La Capilla, donde nace el río, en la época en la que Santa Rosa fue llamada San Jacinto de los Osos y su cabecera urbana se trasladó del sitio llamado La Ranchería al lugar donde está actualmente, la capilla parroquial estaba dedicada en honor Nuestra Señora De Guadalupe; ubicada ya desde 1648 en el sitio de nacimiento del río homónimo; fue levantada en conmemoración a un milagro ocurrido a la persona de Pedro Bustamante, aventurero español, quien viéndose solo y acosado por los indígenas, acudió a La Virgen De Guadalupe, la cual envió a Juan Torres en su ayuda. Sin embargo los nativos despedazaron a este y Bustamante escapó de manera prodigiosa, apareciéndose ante sus soldados cuando éstos celebraban sus exequias. El relato lo trae el doctor Julio César García como ocurrido a orillas del río Grande, siendo la construcción histórica del templo cerca emplazamiento actual de Capilla del Señor de la Humildad, lo que dio nombre al importante río Guadalupe, que nace justamente en su parte posterior.
Actualmente en la capilla de la Humildad se recuerda esta devoción a la Virgen de Guadalupe, con un cuadro de esta misma advocación ubicado en la nave lateral izquierda cerca al Sagrario; marcando parte de la historia cultural (nacimiento del pueblo y consolidación de la fe Cristiana) y la historia natural (nacimiento del río Guadalupe).

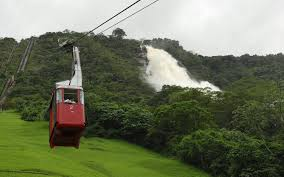
Teleférico del Salto de Guadalupe, una atracción turística importante en la zona
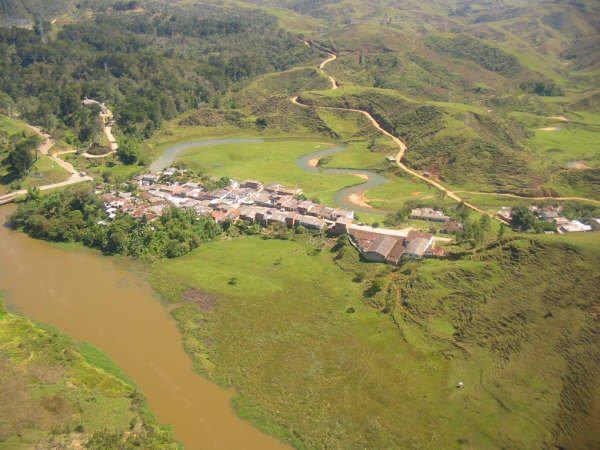
El Guadalupe a su paso por el corregimiento  El Salto, al fondo se aprecia la quebrada Cañas Gordas.
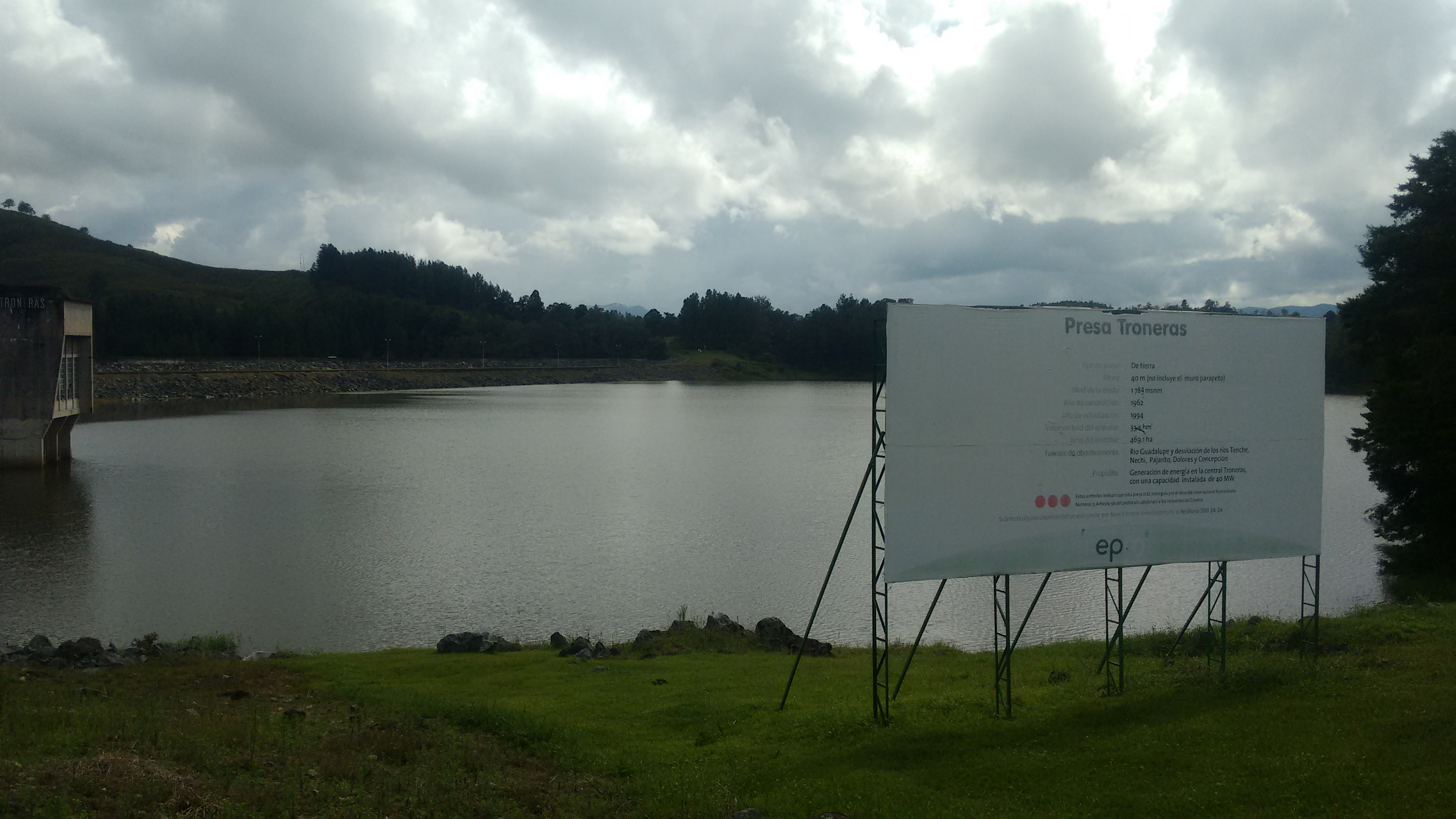
Embalse de Troneras
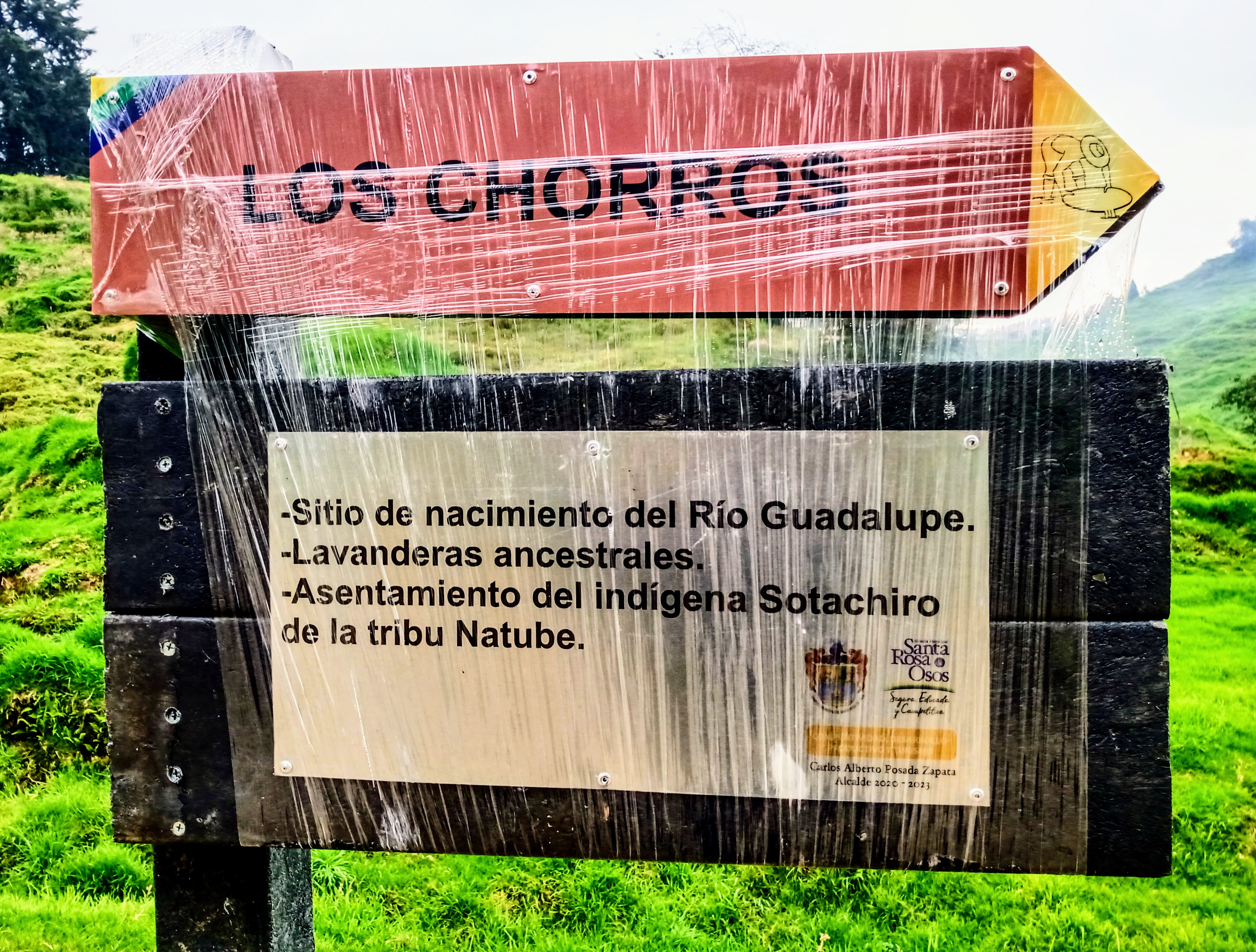
Placa en el lugar de nacimiento del río Guadalupe en la zona urbana de Santa Rosa de Osos

## Afluentes

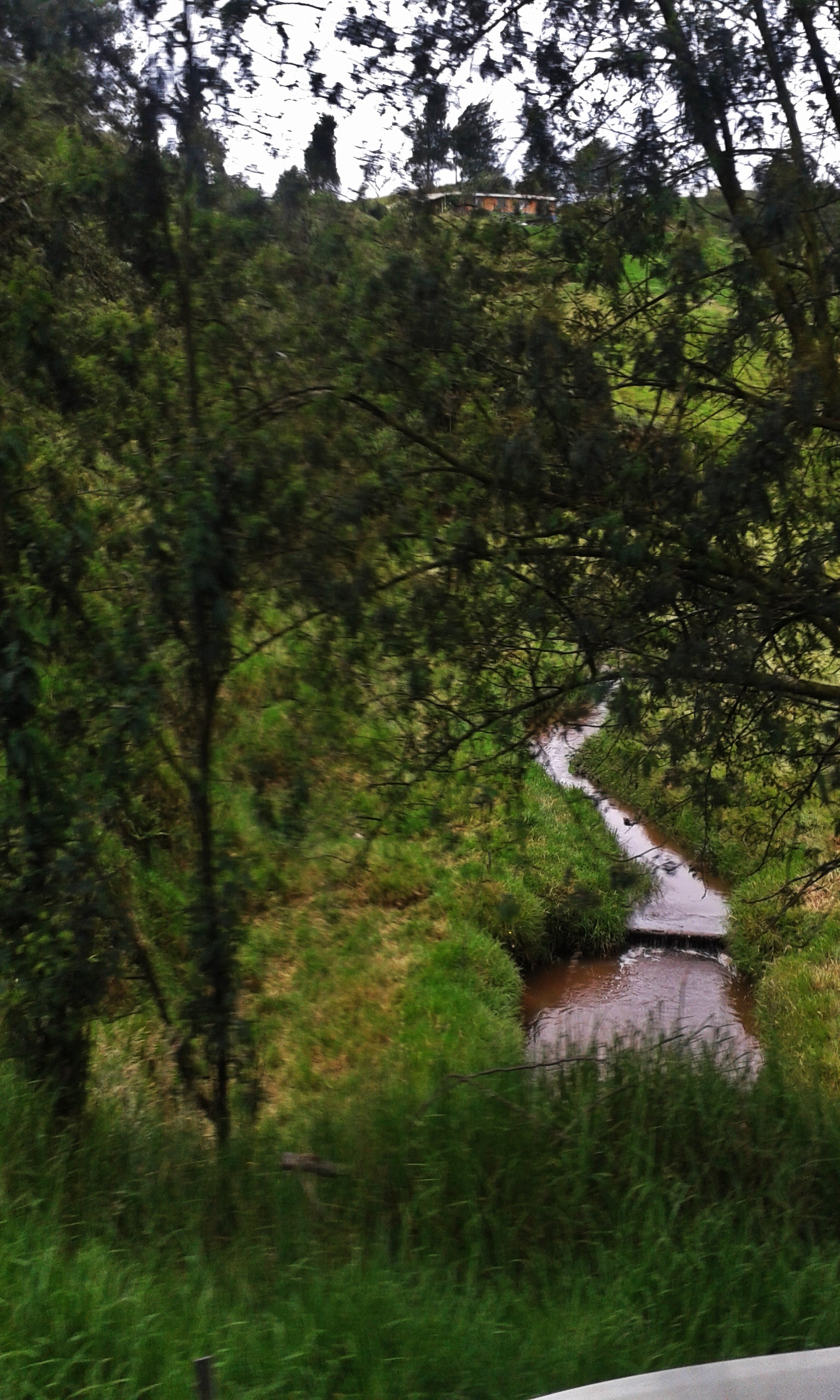
Río Guadalupe en Santa Rosa de Osos desde el puente de la troncal hacia la costa atlántica a su paso por el sector San Juan, a unos 4 km de su nacimiento

En el caso del río Guadalupe el número de afluentes por la parte derecha es inferior en número pero muy superior en caudal respecto a la margen izquierda.
el río Guadalupe tiene los siguientes afluentes directos: 
| Afluentes principales por la derecha | Afluentes principales por la izquierda |
| ------------------------------------ | -------------------------------------- |
| En Santa Rosa de Osos                |                                        |
| Santo Tomás                          | El Turco                               |
| Campoalegre                          | Aguas Lindas                           |
| San José                             | Sará                                   |
| San Juan                             | Guapos                                 |
| Sombrerón                            | La Trinidad                            |
| Hoyorrico                            | Santa Gertrudis                        |
| Playas o Brand                       | Sopetrana                              |
| Guacamaya                            | Pajonal                                |
| San Antonio                          | Las Auras                              |
| San Felipe                           | La Ahumada                             |
| Vega Verde                           | La Batea                               |
| San Francisco                        | Santa Bárbara                          |
| San Ramón                            | El Pedrero                             |
| Rionegrito                           | La Brillantina                         |
| Lavaderos                            | Troneras                               |
| Caruquia                             | Guanacas                               |
| Piedra Gorda                         |                                        |
| En Gómez Plata                       | En Carolina del Príncipe               |
| Claritas (Nace en Sta Rosa)          | Santa Bárbara                          |
| El Contento                          | La Ciénaga                             |
| Hojas Anchas                         | Ventanas                               |
| Cañas Gordas                         | El Porvenir                            |
| El Rumbo                             | La Herradura                           |
| El Guaico                            | El Peñol                               |
| San Matías                           | Los Calvarios                          |
| Algarrobo                            | En Guadalupe                           |
| La Selva                             | El Cañal (límite con Carolina)         |
|                                      | Montañita                              |
|                                      | San Julián                             |
|                                      | Azufral                                |
|                                      | La Traviesa                            |
|                                      | Perico                                 |

## Problemas ambientales
El río Guadalupe es una de las corrientes de agua del Norte Antioqueño con mayores indicios de problemáticas ambientales asociadas al manejo de su cuenca, los problemas del río surgen casi desde su nacimiento, pues este se ubica en plena ciudad de  Santa Rosa y el creciente desarrollo urbano limita los suelos de protección en el lugar, además de que la zona no cuenta con una figura protectora institucional, adicional a esto, parte de las aguas servidas de la ciudad de Santa Rosa caen a su cauce,hecho mitigado un poco por la construcción de la PTAR El Turco, que recoge las aguas residuales de parte del municipio.
El problema del saneamiento básico precario de Santa Rosa que ha contaminado el río Guadalupe ha afectado a su vez la caída de agua más cercana al casco urbano del municipio, que está formada por este río, (ubicada al sur del sector del Turco), una cascada tipo "mixta" (una combinación de los tipos abanico, velo y salto). Aledaña a la carretera hacia la costa atlántica, que fue famosa para los llamados paseos de olla hace ya muchas décadas.  Hoy olvidada, ya que actualmente al río Guadalupe se descarga el 45% de las aguas residuales de la ciudad, dejándolo en una calidad lamentable, de todos los gobiernos locales solo uno a lo largo de la historia se ha ocupado del río, ya que el problema de ornato era evidente; razón por la cual hacia el año 2008 se construyó un colector paralelo al cauce del río que recogería el 33% de los desperdicios y los dispondría en la planta de tratamiento de aguas residuales del sector El Turco; esta que aunque dio un alivio a la calidad del río, terminó siendo construida aguas arriba de la cascada, dejándola igualmente contaminada debido a su limitado funcionamiento. Hoy en día esta cascada del Guadalupe, yace olvidada por la memoria de los santarrosanos, siendo a su vez la única que existe en el lecho del río antes del famoso Salto de Guadalupe, ubicado cerca al municipio homónimo, entre Carolina y Gómez Plata. 

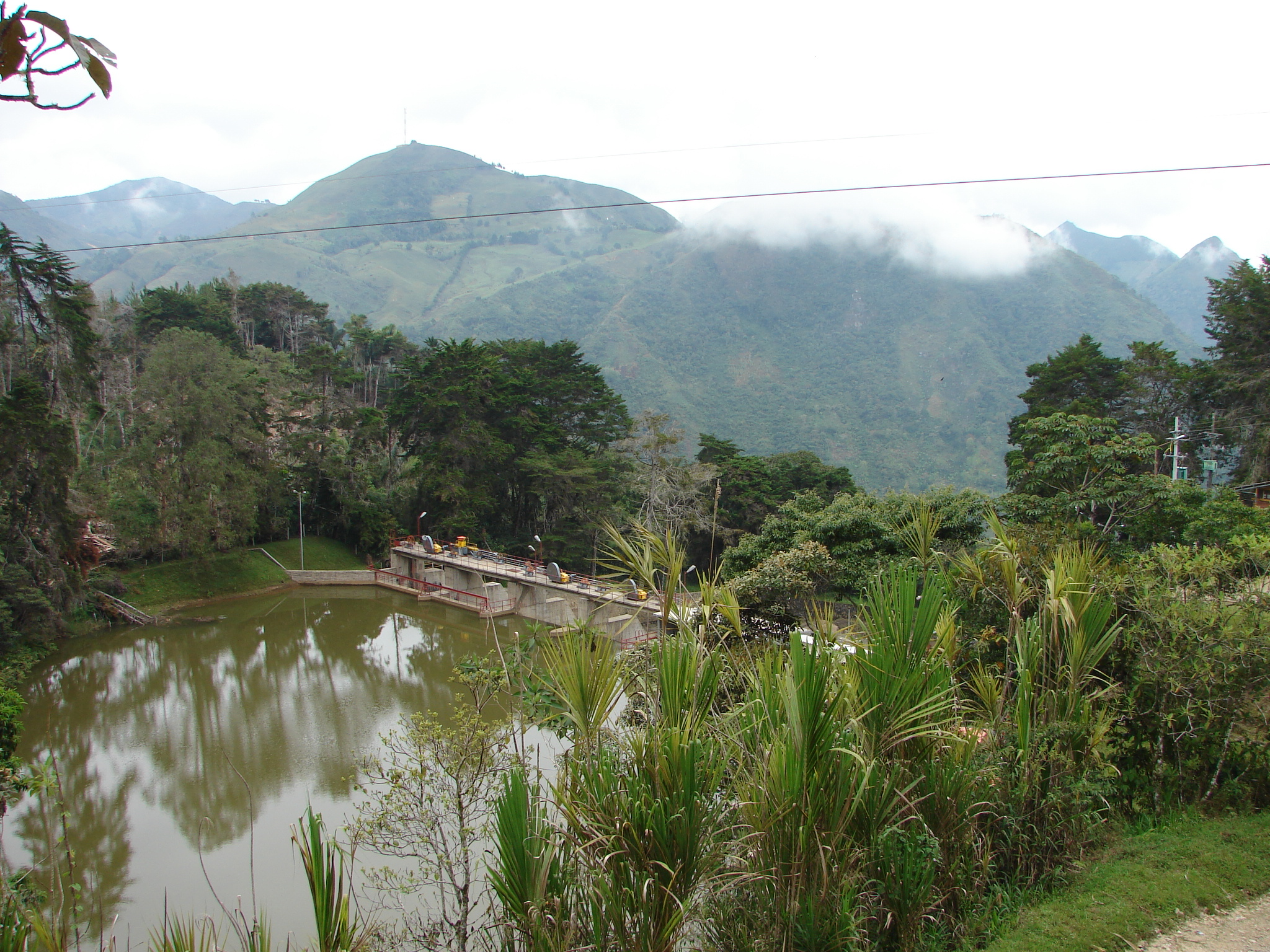
Presa que capta las aguas del río antes del Salto de Guadalupe

Al internarse en el sector rural de Santa Rosa la situación no mejora, las grandes extensiones de monocultivos y pastizales y el excesivo uso de agroquímicos envenenan sus aguas en gran medida. Grandes áreas de su cuenca fueron devastadas por la minería en la época de la colonia y es un tema que amenaza nuevamente la estabilidad del ecosistema. 
El Guadalupe también ha sido objetivo de numerosos proyectos hidroeléctricos que terminaron reduciendo el famoso Salto De Guadalupe en algunas épocas del año, entre ellos se encuentran los proyectos hidroeléctricos de Caruquia (Santa Rosa), Guanaquitas (Santa Rosa-Gómez Plata), que son las centrales eléctricas más recientes y operan a filo de agua; se tiene el embalse de Troneras (Carolina-Gómez Plata) que es el único embalse de grandes proporciones que posee la cuenca, altamente colmatado, muy cerca de cumplir su vida útil, además posee las centrales Guadalupe III y IV; (Gómez Plata-Guadalupe) que aprovechan la caída del Salto, son estos proyectos los responsables de la reducción de caudal de la cascada, junto con las extintas centrales Guadalupe I y II que ya cumplieron su vida útil. 
Una de las dificultades más recientes que se ha tenido que afrontar en términos ambientales, es la mortandad masiva de peces en el río a la altura de Carolina del Príncipe en julio del 2016, donde aún se desconocen las causas de este suceso. 

### Lugar de nacimiento del río Guadalupe
La fuente del río Guadalupe, que nace en el área urbana de Santa Rosa de Osos, se ha querido esporádicamente en los últimos tiempos georeferenciar (por desconocimiento o tal vez de manera maliciosa por parte de las autoridades), en el curso de la quebrada San José que pasa al sur de la ciudad o en el curso de la quebrada San Juan, que pasa por el medio de Frigo Colanta; si bien es cierto que estas quebradas son unos de los principales afluentes del mismo en territorio santarrosano, el río como tal tiene su nacimiento OFICIAL en el barrio los Chorros al oriente inmediato de la cabecera urbana de Santa Rosa, justo detrás de la Capilla de La Humildad, tal como lo cita literalmente el texto del libro "Santa Rosa de Osos Huella Histórica" del autor Martín Medina; que relata como desde el siglo XVII este lugar es conocido como el nacimiento real del río Guadalupe.
Este dato se repite fielmente en los libros de reconocidos historiadores que han seguido de cerca el proceso de poblamiento del Valle de los Osos, como el señor Octavio Yepes, entre otros; además de toda la memoria geográfica y cultural de Santa Rosa de Osos que tiene claro donde nace el río Guadalupe.
Este error geográfico no común, donde se pone a la quebrada San José o la quebrada San Juan como fuente del río Guadalupe, puede ser debido a que ambas corrientes tienen una longitud mayor que la fuente original del Guadalupe, pero esta última es en realidad el verdadero río, ya que su caudal es notablemente superior, y antes de la desembocadura de la quebrada San José al verdadero río Guadalupe, que lleva en sí mismo un considerable recorrido, ya le han desembocado a este último quebradas de buen caudal como el Turco, la Santo Tomás y Campoalegre.
La confusión existente con la quebrada San Juan puede deberse a que a diferencia de la gran mayoría de quebradas de Santa Rosa de Osos, la San Juan goza de una buena protección, gracias a que los propietarios de su nacimiento y áreas de retiro han decidido conservar el patrimonio natural de su entorno; así que el hecho de considerarla la fuente del río Guadalupe favorecería políticamente la gestión de la cuenca y evadiría responsabilidades por los daños ambientales que causa la desprotección institucional del verdadero río en la cabecera urbana de Santa Rosa de Osos. Sin embargo es evidente que el verdadero río Guadalupe es más caudaloso también que la quebrada San Juan.
El famoso Manuel Uribe Ángel en su libro "Geografía general y compendio histórico del estado de Antioquia" describe el nacimiento o fuente principal y de mayor caudal del río Guadalupe también a la ubicada en plena ciudad de Santa Rosa de Osos y aclara que las quebradas San José y San Juan son afluentes de la misma en la página 260. Sin embargo al ser los afloramientos de agua más alejados de la cuenca; dado este hecho, a pesar de que su caudal es inferior al verdadero río Guadalupe, las quebradas San José y San Juan, siendo claramente afluentes del verdadero río Guadalupe, proporcionan en sí mismas una mayor longitud total al cauce, por lo que en términos geográficos, pueden tomarse como fuentes más alejadas del Guadalupe, pero no como nacimientos oficiales del río.
Un ejemplo de esto, se constituye en los grandes ríos, donde sus afluentes a pesar de tener mayor longitud, gracias a su caudal inferior, no son tomados como fuente principal, tal es el caso de:  
- El Orinoco, con un afluente más largo que el propio Orinoco en el punto de su confluencia, el Guaviare.
- El Miño, con un afluente más largo y caudaloso en el punto de su confluencia, el Sil.
- El Misisipi - Misuri, siendo el afluente (el Misuri) más largo que el río principal en el punto de su confluencia.
- El Guadalquivir, formado por la parte alta del río con este nombre en su confluencia con el Guadiana Menor, cuya longitud es mayor.
- El Bergantes, en cuya confluencia en Forcall con otros dos ríos más largos sigue conservando su nombre.

Por lo cual, aunque el Guadalupe verdadero sea el que nace detrás de la capilla de la Humildad, sus afluentes, San Juan y San José, gozan de ser las fuentes de mayor longitud en la cuenca alta, generando un río con una fuente principal y 2 ramales secundarios (San José y San Juan). Esto se debe a un fenómeno de asimetría fluvial, debido a que la cuenca del Guadalupe es mucho más extensa por su margen derecha que por su margen izquierda, esto ocurre también con el río Grande, el río Chico y el río Chocó. Cuyas cuencas, ubicadas también en su mayoría en el Altiplano norte de Antioquia, reciben un mayor caudal de sus afluentes del lado derecho.
Parte de la confusión anteriormente mencionada acerca del sitio del nacimiento del Guadalupe, puede deberse a su vez en cierta medida a que el río Guadalupe pasa por un barrio-paraje de la periferia urbana de Santa Rosa llamado El Turco, donde se le conoce homónimamente por algunas personas, confundiéndolo con la quebrada que si tiene este nombre y que nace en el Alto de la MIna cerca de la Universidad Católica del Norte, sin embargo el río debió su nombre de Guadalupe a la reconocida advocación Mariana que tenía una capilla cercana a su nacimiento en el año de 1648 en la zona de los Chorros, donde nace, incluso desde allí se le conoce desde el principio como río Guadalupe y así se le sigue conociendo en el resto del municipio con la denominación real "Guadalupe". Lo que deja sin fundamento la teoría de que las quebradas San José o San Juan sean el nacimiento del río; ya que históricamente han tenido estos mismos nombres desde la época colonial, desde la cual a su vez se han considerado siempre como afluentes; y en la realidad, ni geográfica ni socialmente se han asociado como nacimiento del río Guadalupe en la población santarrosana de ninguna época, pues siempre se ha tenido la claridad histórica y geográfica de que el nacimiento real se encuentra detrás de la Capilla de la Humildad, en la zona conocida como Manga de los Pineda que posteriormente se llamaría de la Custodia, por hechos históricos acontecidos en ese lugar que involucraron el encuentro de un histórico Vaso Sagrado en este sitio luego de un robo, luego de casi un siglo de haber desaparecido, este hecho es relatado en diversos libros de historia del pueblo; Octavio Yepes, reconocido historiador, refiere también a este mismo lugar como el real y verdadero nacimiento del río en su libro "Santa Rosa de Osos 200 Años después", como la "Manga de Casa", donde la principal referencia era una casa ubicada en el terreno donde se asienta el actual parqueadero de la calle El Palo, aledaño a la Capilla de la Humildad. En cualquier caso la localización real de nacimiento del río Guadalupe es este sitio, como lo dictan todos los documentos históricos fiables donde se describe la geografía antioqueña y santarrosano. Y el río ni siquiera tendría la denominación de "Guadalupe" de no ser por la capilla ubicada en el lugar de su nacimiento, que tenía como patrona a la Virgen de Guadalupe en el siglo XVII.